# 宮永愛子
宮永 愛子（みやなが あいこ、1974年 - ）は、日本の現代美術家。

## 来歴
京都府京都市出身。曾祖父は「宮永東山窯」を開いた京焼の陶芸家、初代宮永東山。京都造形芸術大学美術学部彫刻コース卒業。東京藝術大学大学院美術学部先端芸術表現専攻修了。平成18年度文化庁新進芸術家海外留学制度によりエジンバラ（イギリス）に1年間滞在。第22回五島記念文化賞美術新人賞を受賞し、同賞により2011年からアメリカを拠点に活動。
日用品をナフタリンでかたどったオブジェや、塩を使ったインスタレーションなど、気配の痕跡を用いて時を視覚化する作品で注目を集める。

## 主な個展
- o/sentaku　[ギャラリーギャラリー（京都）、2001年]
- ぬくもりのゆくえ　[neutron（京都）、2003年]
- まどろみがはじまるとき　[CAS（大阪）、2003年]
- そらみみみそら - 非在の庭　[アートスペース虹（京都）、2005年]
- 岸にあがった花火　[すみだリバーサイドホール・ギャラリー（東京）、2007年]
- 景色のはじまり　[（伏見・京都）、2008年]
- 漕法　[京都芸術センター（京都）、2008年]
- 地中からはなつ島 - 第3回 shiseido art egg　[資生堂ギャラリー（東京）、2009年]
- はるかの眠る舟　[ミヅマアートギャラリー（東京）、2009年]
- 景色のはじまり -金木犀-　[ミヅマアートギャラリー（東京）、2011年]

## 主なグループ展
- 群馬青年ビエンナーレ　[群馬県立近代美術館（群馬）、2003年]
- 京都府京都美術工芸新鋭選抜展　[京都文化博物館（京都）、2004年]
- INDEXLESS　日比野克彦・宮永愛子　[アサヒビール大山崎山荘美術館（京都）、2004年]
- City Net Asia　[ソウル市美術館（韓国）、2005年]
- Force of Nature　[マッコールセンター（シャーロット・アメリカ）、2006年]
- 釜山ビエンナーレ－Sea Art Festival　[（釜山・韓国）、2008年]
- Haptic　[トーキョーワンダーサイト本郷（東京）、2008年]
- アーティスト・ファイル2009　－現代の作家たち　[国立新美術館（東京）、2009年]
- ドゥーブル・リュミエール：宮永愛子＆関根直子　[パリ日本文化会館（パリ・フランス）、2010年]

## 主な受賞歴
- 京都府京都美術工芸新鋭選抜展　優秀賞　[2004年]
- 第3回 shiseido art egg賞　[2009年]
- 第27回 京都府文化賞　奨励賞　[2009年]
- 「ShContemporary 09 -DISCOVERIES」 Best Young Artist Award　[2009年]
- 第1回 創造する伝統賞　[2010年]
- 第22回五島記念文化賞　美術新人賞　[2011年]
- 第70回芸術選奨新人賞 美術部門 [2019年][2][3]